# Tolar sloven
Tolarul a fost moneda națională a Sloveniei între 1991 și 31 decembrie 2006.
Subdiviziunea tolarului este stotinov (rom: sutime). Codul de valută ISO 4217 pentru tolar este SIT. Denumirea tolar provine de la taler.
Monedele emise au avut nominalul de 10, 20 și 50 stotinov și de 1, 2, 5, 10, 20 și 50 tolari.
Bancnotele emise au avut nominalul de 10, 20, 50, 100, 200, 500, 1000, 50000 și 10 000 tolari.
La 1 ianuarie 2007, Slovenia a adoptat € ca monedă națională, la cursul de 239,640 SIT pentru 1 euro, dar tolarul a fost acceptat la plăți până la 14 ianuarie 2007.